# Sportverein Grödig
Lo Sportverein Grödig, comunemente abbreviato in SV Grödig e ufficialmente noto come SV Scholz Grödig per motivi di sponsor, è una società calcistica austriaca di Grödig, nel Salisburghese.
Fondata nel 1948, nel 2012-2013 si è laureato campione di Erste Liga, conquistando la promozione nella massima divisione.
La squadra occupa attualmente il 223º posto del Ranking UEFA. (21 luglio 2015)

## Storia
Fondato il 20 marzo 1948, il club ha trascorso buona parte della sua storia nei campionati regionali della Salzburger Fussballverband. Il primo risultato di prestigio arrivò nella stagione 1966-1967, quando conquistò la promozione in Landesliga, all'epoca il terzo livello del calcio austriaco. Dieci anni dopo, nel 1976-1977, fu promosso in Alpenliga e, nella stagione successiva, arrivò per la prima volta al secondo turno di coppa d'Austria. Con la fine degli anni ottanta si aprì un periodo di declino e la squadra trascorse molte stagioni nei livelli più bassi del calcio regionale.
Tra il 2002 e il 2008 i bianco-blu hanno festeggiato ben quattro promozioni, passando dalla 1. Klasse alla Erste Liga e debuttando nel calcio professionistico. Il ritorno in Regionalliga, nel 2006, fu particolarmente sofferto e arrivò al termine di un lungo duello con l'Anif, società rivale tradizionale.
Questo avvenimento ha portato professionalità e ambizioni nella piccola cittadina del Salisburghese: due ex-giocatori, Edi Glieder ed Heimo Pfeifenberger, hanno cominciato qui, con successo, la nuova carriera di allenatore. Grazie a quest'ultimo in particolare, il Grödig ha ottenuto la prima promozione in Erste Liga della sua storia, festeggiata il 21 maggio 2008 con un pareggio contro il Hard (2-2). Pfeifenberger ha guidato la squadra per quasi tutta la prima metà della stagione 2008-2009, ma l'8º posto provvisorio non viene mantenuto dal suo successore Bojceski e la squadra retrocede in Regionalliga a fine stagione.
Nell'estate 2009 la guida tecnica è affidata a Michael Brandner, in precedenza responsabile delle squadre giovanili, fino ad aprile 2010 quando viene riassunto Pfeifenberger. Con il suo ritorno la squadra festeggia la vittoria del campionato e, grazie alla revoca della licenza all'Austria Kärnten, anche la promozione diretta in Erste Liga, dopo un solo anno di "purgatorio".
Il 3 maggio 2013, battendo in casa l'Austria Lustenau per 2-1, il Grödig festeggia la vittoria del torneo di Erste Liga e la promozione in Bundesliga, la prima nella storia della società.
Nella stagione 2014-2015 viene eliminato al terzo turno di qualificazione dell'UEFA Europa League 2014-2015 per mano dei moldavi dello Zimbru Chișinău.

## Cronistoria
- 1948-1967: ?
- 1967-1974: Landesliga - 3º liv.
- 1974-1977: Landesliga - 4º liv.
- 1977-? : Regionalliga - 3º liv.
- 1991-1993: 1. Klasse - 6º liv.

...
- 2003-2005: 2. Landesliga: 5º liv.
- 2005-2006: 1. Landesliga - 4º liv.
- 2006-2008: Regionalliga - 3º liv.
- 2008-2009: Erste Liga - 2º liv.
- 2009-2010: Regionalliga - 3º liv.
- 2010-2013: Erste Liga - 2º liv.
- 2013-2016: Bundesliga - 1º liv.
- 2016- : Regionalliga - 3º liv.

## Colori e simboli

### Colori
I colori sociali del club sono il bianco e il blu, disposti sulle righe verticali della casacca tradizionale, anche se negli ultimi anni viene usata una versione completamente blu.

### Simboli ufficiali
Il simbolo più noto del Grödig è l'Untersberg, un massiccio delle Alpi Nord-orientali che domina la cittadina ed il cui profilo stilizzato è da sempre visibile sullo stemma societario. Nella versione attuale, è accompagnato da un pallone da calcio e dall'indicazione dell'anno di fondazione, il 1948.

## Stadio
L'impianto casalingo del Grödig è l'Untersberg Arena, costruita nel 1989 e riammodernata per l'ultima volta tra il 2010 ed il 2011. Ha una capacità di 2 955 spettatori, di cui 1 890 in piedi e 1 065 a sedere.
Situata in Prötschhofstraße 26, dispone di 500 parcheggi nelle immediate vicinanze.

## Allenatori e presidenti
| Allenatori - 1948-2006 ? - 2006-2007 Eduard Glieder - 2007-2008 Heimo Pfeifenberger - 2008-2009 / Miroslav Bojčeski - 2009-2010 Michael Brandner - 2010-2012 Heimo Pfeifenberger - 2012-2014 Adolf Hütter - 2014-2015 Michael Baur - 2015-2016 Peter Schöttel - 2016 Martin Hiden - 2016- Andreas Fötschl | Presidenti - Anton Haas (presidente onorario) Hannes Codalonga (proprietario) |

## Palmarès

### Competizioni nazionali
- Campionato di Regionalliga: 3

2007-2008, 2009-2010, 2016-2017
- Campionato di Erste Liga: 1

2012-2013

### Competizioni regionali
- Campione di 1. Klasse: 4

1966-1967, 1992-1993, 2002-2003, 2008-2009
- Campione di 2. Klasse: 1

1990-1991, 2007-2008
- Campione di 2. Landesliga: 1

2004-2005
- Campionato di 1. Landesliga: 1

2005-2006, 2010-2011
- Campionato di 3. Klasse: 1

2005-2006
- Coppa del Salisburghese: 2

2006-2007, 2008-2009

### Altri piazzamenti
- Campionato di 1. Landesliga

Secondo posto: 1976-1977
- Campionato di 2. Landesliga

Secondo posto: 2003-2004
- Campionato austriaco:

Terzo posto: 2013-2014
- Coppa d'Austria:

Semifinalista: 2014-2015

## Organico

### Rosa 2017-2018
Rosa aggiornata al 24 luglio 2017
| N. |                     | Ruolo | Calciatore         |
| -- | ------------------- | ----- | ------------------ |
| 1  | Germania (bandiera) | P     | David Hundertmark  |
| 2  | Canada (bandiera)   | D     | Scott Kennedy      |
| 3  | Austria (bandiera)  | D     | Leonardo Lukačević |
| 5  | Austria (bandiera)  | D     | Markus Berger      |
| 6  | Germania (bandiera) | C     | Matthias Öttl      |
| 7  | Austria (bandiera)  | D     | Umberto Gruber     |
| 8  | Austria (bandiera)  | A     | Julian Feiser      |
| 9  | Austria (bandiera)  | A     | Resul Omerovic     |
| 10 | Austria (bandiera)  | A     | Mersudin Jukic     |
| 11 | Georgia (bandiera)  | A     | Luka Dzidziguri    |
| 12 | Austria (bandiera)  | D     | Robert Strobl      |
| 13 | Austria (bandiera)  | D     | Benedikt Pichler   |

| N. |                     | Ruolo | Calciatore          |
| -- | ------------------- | ----- | ------------------- |
| 14 | Mali (bandiera)     | A     | Mamby Koita         |
| 16 | Austria (bandiera)  | C     | Sebastian Wachter   |
| 17 | Austria (bandiera)  | C     | Eyüp Erdogan        |
| 20 | Slovenia (bandiera) | D     | Jasmin Nazic        |
| 21 | Austria (bandiera)  | C     | Steven Schmidt      |
| 22 | Austria (bandiera)  | D     | Elias Kircher       |
| 24 | Austria (bandiera)  | P     | Manuel Kalman       |
| 25 | Austria (bandiera)  | P     | David Stemmer       |
| 33 | Austria (bandiera)  | P     | Markus Wimpissinger |
|    | Austria (bandiera)  | A     | Roman Wallner       |
|    | Germania (bandiera) | D     | Alessandro Ziege    |

### Staff tecnico
- Christian Haas - Direttore sportivo
- Andreas Fötschl - Allenatore
- Oliver Scheucher - Preparatore dei portieri
- Nedzad Selimovic - Allenatore giovanili
- Andreas Britz - Fisioterapista
- Lukas Fabi - Team manager